# Beaulieu (Hérault)
Beaulieu é uma comuna francesa na região administrativa da Occitânia, no departamento de Hérault. Estende-se por uma área de 7.73 km², e possui 2.057 habitantes, segundo o censo de 2018, com uma densidade de 270 hab/km².